# 護国丸 (特設巡洋艦)
護国丸（ごこくまる）は、大阪商船が南アフリカ航路へ投入するために建造した、報国丸級貨客船の3番船。貨客船として使用されないまま日本海軍に徴用され、太平洋戦争では特設巡洋艦となるが事実上輸送船として運用される。のちに正式に特設運送船に転じたが、1944年（昭和19年）11月10日に潜水艦の雷撃で沈没した。

## 艦歴
大阪商船が南アフリカ航路へ投入する初めての新造船として計画、建造された報国丸および愛国丸に続いて建造され、当初は「興国丸」と命名されていた。しかし、発音が「こうこくまる」では「ほうこくまる」と紛らわしいことから、建造中に「護国丸」に改められた。優秀船舶建造助成施設の対象となり、建造費用の補助を受けている。建造期間が1941年（昭和16年）12月8日の真珠湾攻撃による開戦をまたいだことにより、本来の貨客船として商業航海を行うことはかなわず、報国丸および愛国丸とは姿を大幅に改めて竣工することとなった。具体的には、デリックポストを2つ減らして2基とし、装飾窓はほとんど閉鎖、客室も大広間に統一された。進水式の写真ではデリックポストは3基以上あり、進水式より後に2基に減じられた。
護国丸は竣工後昭南（シンガポール）に進出し、ここで愛国丸および特設巡洋艦清澄丸（国際汽船、8,613トン）と合流して、第五師団の一部をラバウルへ輸送することとなった。12月2日、昭南を出港し12月12日にラバウルに到着するも、輸送した部隊もろともマダン、ウェワク攻略の「ム号作戦」にそのまま転用される。12月13日付で第八艦隊の指揮下に入り、12月16日にラバウルを出撃。軽巡洋艦天龍と清澄丸はウェワクに、護国丸は愛国丸とともにマダンに向かった。部隊は12月18日からB-17、B-24の爆撃を受け続け、午後にいたり爆弾1発が命中して破孔を生じさせ、前部デリックが使用不能となる被害を受けた。夜に入るとアメリカ潜水艦アルバコアの雷撃で天龍を失うものの、マダンへの部隊上陸に成功して12月20日にラバウルに帰投。その後、日本本土に帰投した。
1943年1月から2月、「護国丸」は陸軍部隊の輸送（丙一号輸送と丙三号輸送）に参加した。「護国丸」などの丙一号輸送での任務は第二十師団主力の釜山からウェワクへの輸送、丙三号輸送での任務は第四十一師団主力の青島からウェワクへの輸送であった。「護国丸」は1月11日に釜山に到着した。翌日釜山を出発。1月17日にアメリカ潜水艦の雷撃を受けるも被害はなく、同日パラオに着き、そこで第二輸送隊に編入された。第二輸送隊は1月18日にパラオを出港したが、出航直後に「靖国丸」が座礁し、一部人員が「護国丸」に移された。「護国丸」は1月21日にウェワクに着いた。「護国丸」の輸送内容は人員1654名、物件4000梱であった。次の丙三号輸送では「護国丸」は第九戦隊、「讃岐丸」、「相良丸」とともに第一輸送隊となり、2月4日に青島を出発して2月10日にパラオに到着。そこで「護国丸」は第二輸送隊に移された。また、パラオでは追加で陸軍部隊が乗せられた。「清澄丸」、「愛国丸」、「護国丸」、駆逐艦「朝雲」、「五月雨」となった第二輸送隊は2月19日にパラオを出発し、同日アメリカ潜水艦「ランナー」の攻撃を受けるも被害はなく、2月22日にウェワクに着いた。「護国丸」の輸送内容は人員1551名、車両18両、物件17561梱であった。任務終了後、「護国丸」はスラバヤに向かった。スラバヤ方面や南洋方面でも兵員および物資輸送に任じた。
秋に入り、護国丸は第十七師団をラバウルに輸送する丁二号輸送に、水上機母艦「秋津洲」、清澄丸および特設潜水母艦「平安丸」（日本郵船、11,616トン）などとともに加わり、9月24日に上海を出撃した。護衛として駆逐艦山雲と巻波および響が同行した。
この間の10月1日付で特設運送船に類別変更される。トラック諸島を経て10月5日から6日までラバウルに停泊。任務終了で呉淞に戻ったあと、今度は第十七師団の残余兵力を輸送する丁四号輸送に、清澄丸および第十四戦隊（伊藤賢三少将・海兵41期）軽巡洋艦那珂と五十鈴と第二輸送隊を編成して参加した。10月21日に上海を出撃後、アメリカ潜水艦シャードの魚雷をかわし、トラック諸島を経てラバウルに向かうが11月3日に空襲を受け清澄丸が航行不能となる被害を受けた。護国丸は被害なく11月4日にラバウルに入港し、翌11月5日のラバウルへの空襲にも遭遇するが、ここでも被害はなかった。二度の任務を終えて呉に帰投後、呉海軍工廠で特設巡洋艦としての兵装や装備品などを取り外す転換工事を行い、護国丸は名実ともに特設運送船となった。この時、デリックポストの数が4基となり、姉妹船と同じ配置となった。
護国丸の特設運送船としての初任務は、マーシャル諸島方面への輸送任務が予定されていた。セメントなどの資材を搭載して12月27日朝に、特設運送船君川丸（川崎汽船、6,863トン）とともに由良内を出港して横須賀に向かう。しかし、昼ごろに潮岬沖を東航中、君川丸がアメリカ潜水艦トートグの雷撃を受け、発射された6本の魚雷のうち1本が命中し大破する被害を受けて後落、護国丸はそのまま航行を続けたが、深夜になってアメリカ潜水艦ガーナードの雷撃を受けた。ガーナードは魚雷を4本発射し、うち1本が護国丸の一番船倉に命中した。護国丸はそのまま航行を続け、翌12月28日に横須賀に入港した。護国丸は1944年（昭和19年）2月から5月までの間は浅野船渠で修理が行われ、修理を終えたあとは門司に回航された。
6月20日、護国丸はヒ67船団に加入してマニラに向かった。6月30日にマニラに到着後ヒ67船団から分離し、ダバオおよびサンボアンガへの輸送任務に就く。7月25日にマモ01船団に加入して高雄を経て門司に帰投し、8月25日にはヒ73船団で南に下る。9月1日にヒ73船団と別れてマニラに入港し、荷役を終えたあと特設運送船香久丸（大阪商船、8,417トン）、陸軍特殊船「吉備津丸」（日本郵船、9,575トン）とマモ03船団を編成して9月10日にマニラを出港する。途中、ヒ72船団と合流して門司に向かうも、ヒ72船団は9月12日にアメリカ潜水艦グロウラー 、パンパニト 、シーライオンのウルフパックにつかまり多大な被害を出した。船団は三亜に回航の上顔ぶれを改めて9月16日に出港するが、9月20日にB-24の攻撃を受けて香久丸、特設運送船浅香丸（日本郵船、7,398トン）、海防艦御蔵とともに被弾損傷し、四番船倉と左舷側推進軸が損傷して最大でも11ノットの速力しか出なくなった。護国丸は何とか高雄に到着して仮修理ののち基隆に回航され、基隆でも待機を兼ねて修理が続行される。その基隆には駆逐艦の響がいた。もっとも、9月6日に琉球嶼沖で触雷して損傷し、左営と馬公で応急修理が行わて基隆に回航されていたが、天候不順により乗員に赤痢患者が発生しているという有様だった。護国丸はそのような状況の響の護衛を受け、11月7日に相前後して日本本土に向かうことになったが、響艦内で赤痢がいっそう蔓延して、一刻も早く佐世保に急がなければならなくなる事態が訪れる。響と別れた護国丸は単独航行となった。
11月9日夕刻、澎湖諸島馬公へ向け南下中の第四航空戦隊（日向、伊勢）と第三十一戦隊（軽巡洋艦五十鈴、駆逐艦霜月、梅、桑、桐、杉、桃）は、北上中の護国丸と遭遇した。護国丸は単独航海で、護衛はなかった。
護国丸から「必勝を祈る」の信号が送られ、日向は「御期待に副わんことを期す」と返信した。
11月10日未明、北緯33度23分06秒 東経129度03分08秒 / 北緯33.38500度 東経129.05222度の古志岐島近海を単独航行中の護国丸をアメリカ潜水艦バーブがレーダーにより探知する。バーブは全速力で接近し、潜航の上3時32分に魚雷を3本発射。2本が機関室と二番船倉および三番船倉の間に命中し、護国丸は左に傾いた。バーブは浮上し、これを見た護国丸は備砲で反撃するが、バーブは3時53分と3時54分にそれぞれ魚雷を1本ずつ発射して潜航した。しかしこの2本の魚雷は命中しなかった。4時9分、バーブは四度目の攻撃で魚雷を1本発射し、護国丸の四番船倉に命中。輸送指揮官・水野孝吉大佐は全員に「天皇陛下万歳」を奉唱させて退船を命じ、乗組員は舷側より暗夜の海中へ飛び込んだ。護国丸は間もなく船首を直立させて沈んでいった。輸送指揮官水野孝吉大佐以下乗船兵員47名、乗員60名、台湾からの特別志願兵他便乗者217名、計324名が戦死した。
1945年（昭和20年）1月10日に除籍および解傭された。

## 艦長等
艤装員長
- 水野孝吉 予備海軍大佐：1942年8月10日 - 9月25日[80]

艦長
- 水野孝吉 予備海軍大佐：1942年9月25日 - 1943年10月1日[80]

指揮官
- 水野孝吉 予備海軍大佐：1943年10月1日 - 1944年11月10日戦死 ※同日、海軍少将に特進。[80]

## 同型艦
- 報国丸
- 愛国丸